# Ricciardo e Zoraide
Ricciardo e Zoraide és una òpera en dos actes composta per Gioachino Rossini sobre un llibret italià de Francesco Berio di Salsa, basat en Il Ricciardetto (1738) de Niccolò Forteguerri. S'estrenà al Teatro San Carlo de Nàpols el 3 de desembre de 1818.
L'acció transcorre a la ciutat de l'antiga nubiana de Dongola, a l'època de les Croades. El rei nubià Agorante, que està enamorat de Zoraide, ha derrotat el pare d'aquesta i l'ha capturat. Ricciardo, un cavaller cristià i amant de Zoraide, acompanya un emissari per demanar el seu alliberament. La gelosa esposa d'Agorante, Zomira, organitza la captura de Ricciardo, i pretén que els joves amants siguin executats per allunyar Zoraide d'Agorante i així protegir la seva posició com a reina. L'òpera acaba amb un exèrcit de cavallers cristians salvant a Ricciardo i Zoraide i finalment Ricciardo perdona la vida d'Agorante.

## Origen i context
La relació de Rossini amb el Teatro San Carlo de Nàpols va començar amb Elisabetta, regina d'Inghilterra el 1813. A la primavera de 1815, Domenico Barbaia, l'empresari dels teatres reials d'aquesta ciutat, el Fondo i el poderós San Carlo, va contractar Rossini per compondre dues òperes a l'any per a Nàpols. El contracte li permetia, però, compondre obres per altres teatres de tant en tant. La proposta de Barbaria va convèncer a Rossini sobretot pet l'orquestra que disposava el San Carlo que, sota la direcció del primer violinista Giuseppe Festa, comptava amb uns 80 músics. Només l'orquestra de La Scala, s'hi podia comparar.
El San Carlo presentava un altre gran avantatge: disposava dels serveis d'una constel·lació de cantants de gran renom. Rossini es va trobar component per a intèrprets com Andrea Nozzari, Giovanni David, Manuel García i la prima donna que més tard esdevindria la seva esposa, Isabella Colbran. El San Carlo va veure la producció de vuit òperes més de Rossini: 'Otello (1816), Armida (1817), Mose in Egitto (1818), Ricciardo e Zoraide (1818), Ermione (1819), La donna del lago (1819), Maometto II (1820) i Zelmira (1822).

## Representacions
Ricciardo e Zoraide es va representar per primera vegada al Teatre San Carlo de Nàpols el 3 de desembre de 1818. Es va continuar representant fins al 1846, però després va caure en desgràcia i no es va tornar a representar en públic fins que va reviure al Festival d'Òpera Rossini de Pesaro el 1990. El mateix festival va comptar amb una nova producció de l'òpera el 2018. Entre altres actuacions, l'òpera va rebre una producció al festival Rossini in Wildbad el 2013.

## Argument
Lloc: la ciutat de Dongola a l'antiga Núbia.
Temps: El temps de les croades
El rei nubi Agorante, que està enamorat de Zoraide, ha derrotat al seu pare, Ircano, i l'ha capturat. Ricciardo, un cavaller cristià i amant de Zoraide, acompanya un emissari per demanar la seva llibertat. La gelosa esposa d'Agorant, Zomira, també organitza la captura de Ricciardo i planeja executar els joves amants per protegir la seva posició de reina. L'òpera acaba amb un exèrcit de cavallers cristians rescatant Ricciardo i Zoraide. Ricciardo salva la vida d'Agorant.

## Enregistraments
| Any  | Cast: Agorante, Zoraide, Ricciardo, Zomira                   | Director, Teatre d'òpera i orquestra                                                             | Segell:                                |
| ---- | ------------------------------------------------------------ | ------------------------------------------------------------------------------------------------ | -------------------------------------- |
| 1990 | Bruce Ford, June Anderson, William Matteuzzi. Gloria Scalchi | Riccardo Chailly, Orquestra del Teatro Comunale di Bologna, Prague Philharmonic Chorus           | VHS Video: Bel Canto Society Cat: #619 |
| 1995 | Bruce Ford, Nelly Miricioiu, William Matteuzzi, Della Jones  | David Parry, Orchestra of the Academy of St Martin in the Fields and the Geoffrey Mitchell Choir | Àudio CD: Opera Rara Cat: ORC 14       |